# Ouaké
Ouaké est une commune et une ville du centre-ouest du Bénin, préfecture du département de la Donga.

## Géographie

### Localisation
La commune de Ouaké se situe dans la partie Nord-Ouest du Bénin dans le département de la Donga. Elle s'étend sur 675 km2 qui sont limitrophe des communes de Copargo, de Bassila, de Djougou, et à l’ouest du Togo. La ville est distante de 37 km de Djougou, de 173 km de Parakou, la métropole du Nord-Bénin et de 491 km de Cotonou, la capitale économique du pays.

### Géographie administrative
Ouaké, chef-lieu de la commune, comprend six arrondissements et 44 villages (ou quartiers pour Ouaké) :
- Badjoudè (dix villages) ;
- komdè  (six villages) ;
- Ouaké (dix quartiers) ;
- Sèmèrè I (sept villages) ;
- Sèmèrè II (sept villages) ;
- Tchalinga (quatre villages).

### Climat
Ouaké est située dans la zone soudanienne avec une alternance de deux saisons distinctes :
- la saison des pluies d'avril à octobre
- la saison sèche d'octobre à avril

## Population et société

### Démographie
Lors du recensement de 2013 (RGPH-4), la commune comptait 74 289 habitants.

### Culture
Chaque année, la population organise une fête traditionnelle appelée Fête de Chicote au Bénin qui a pour but de permettre aux jeunes de la commune de s'affirmer en démontrant leur capacité à résister aux douleurs.

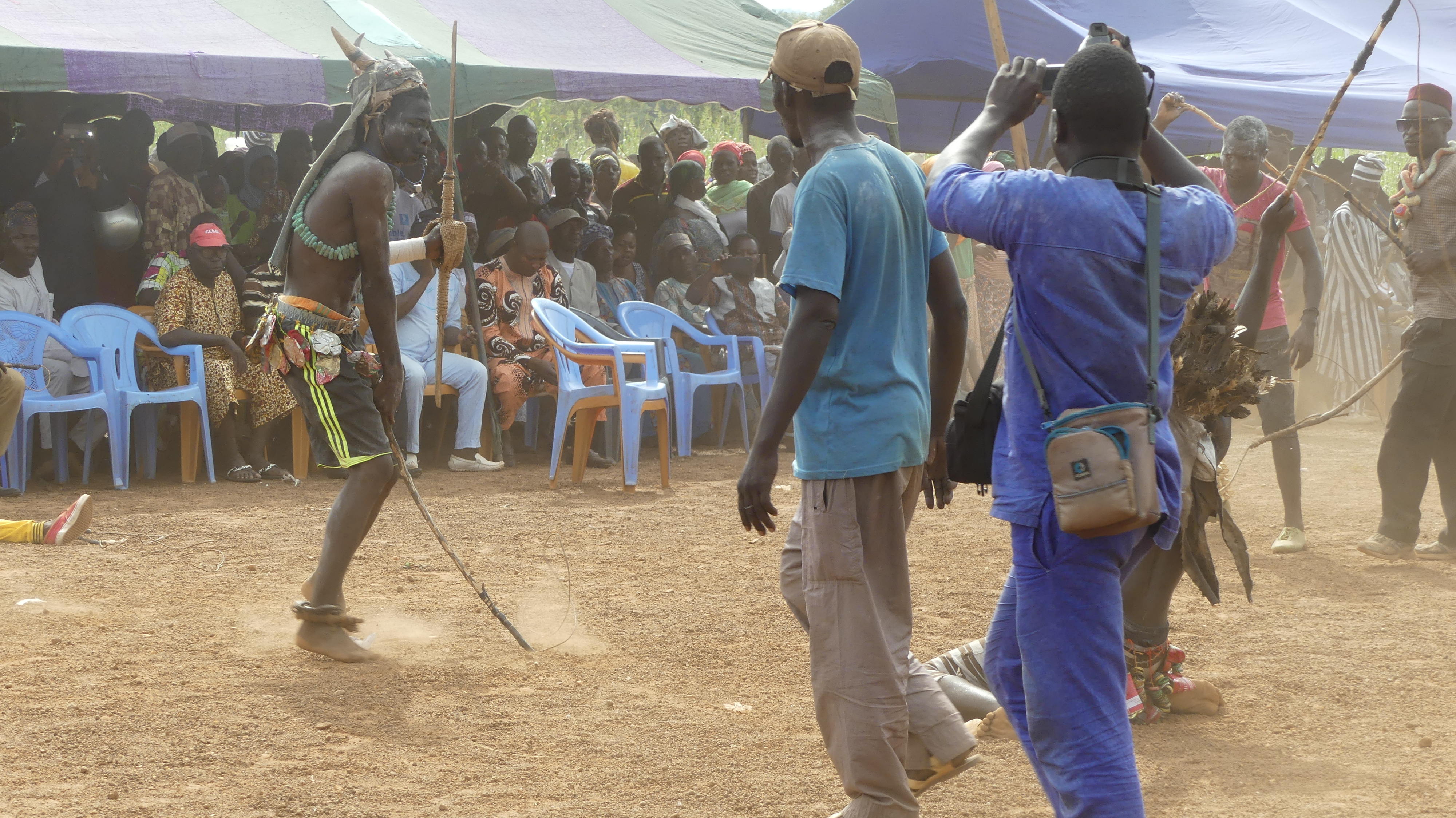
Fête de la chicote

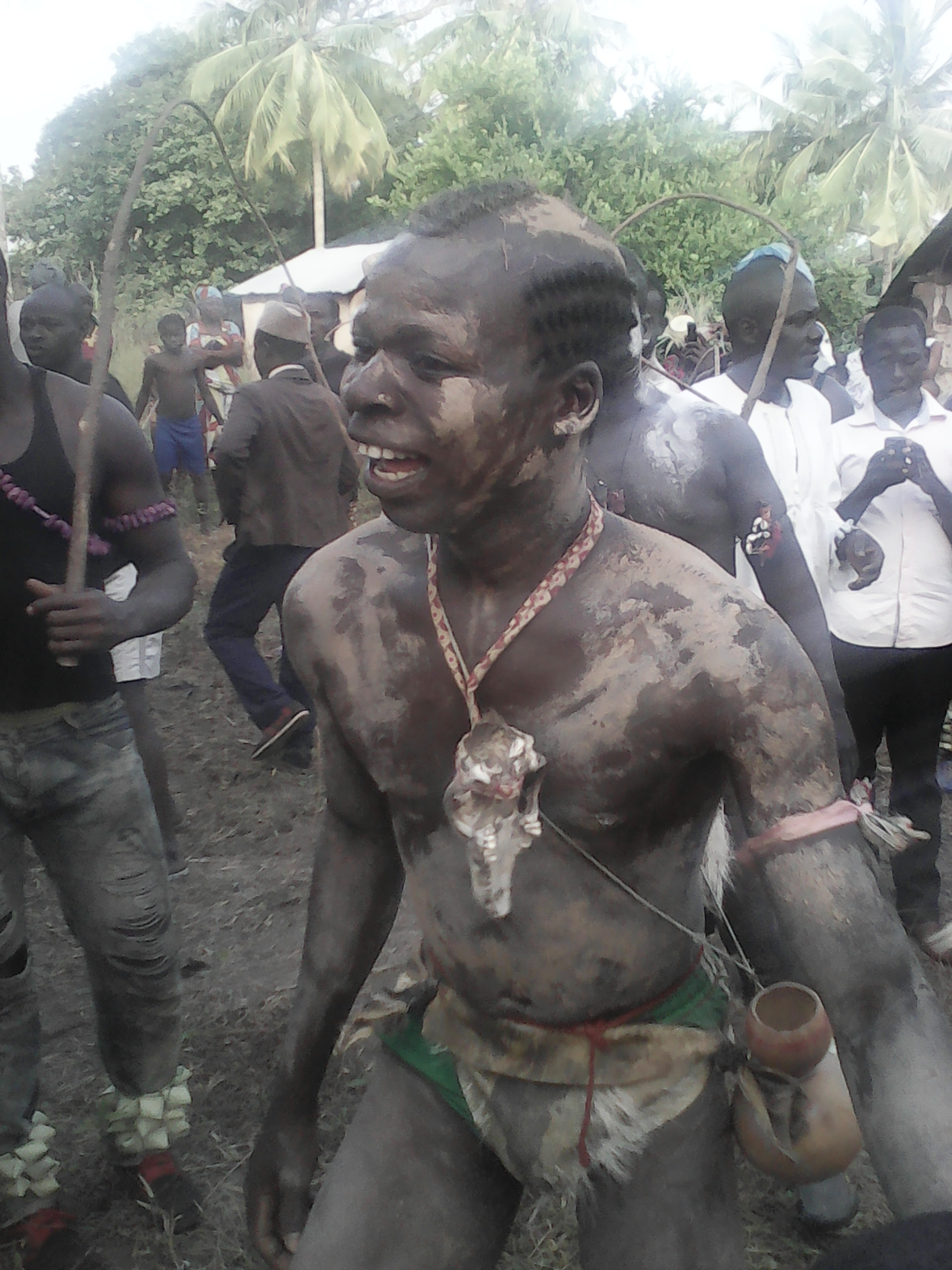
Fête de chicotte à Ouaké

## Galeries

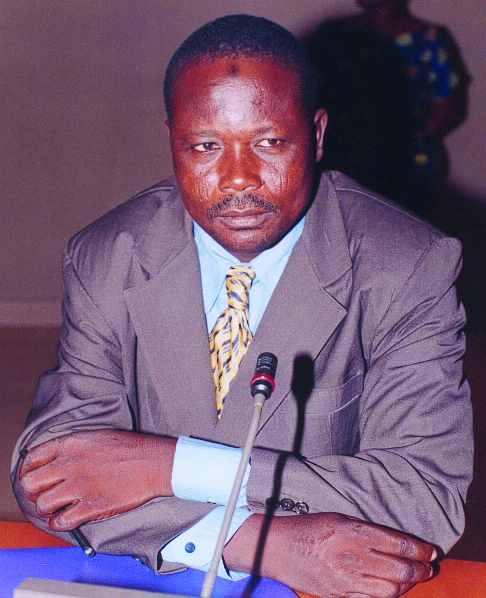
Salifou Cocohou, ancien maire de Ouaké

## Administration
Le nouveau maire de la commune de Ouaké est Dramane Ouolou élu en 2020.
| Période                                  | Période     | Identité            | Étiquette            | Qualité |
| ---------------------------------------- | ----------- | ------------------- | -------------------- | --- |
| Les données manquantes sont à compléter. |             |                     |                      | |
|                                          | 15 mai 2018 | Allassane Alimiahou |                      | |
| 1er juin 2018                            | en cours    | Mathurin Toutokoum  | FCBE –> Alliance ABT | Instituteur, chef de service Direction départementale de l’enseignement maternel chef de l’arrondissement de Badjoudè |